# Kasper Fodyga
Kacper Fodyga, właściwie Fodige Gaspare (ur. w XVI wieku, zm. ok. 1624 - 1625) – wójt chęciński, murator, rzeźbiarz oraz architekt pochodzenia włoskiego; brat Sebastiana, krewny Albrechta Fodygi burmistrza miasta Szydłowca, stryj księdza Henryka Fodygi.

## Życiorys
Przybył z Mesocco i po 1596 roku a przed 1600 rokiem sprowadzony do Polski przez Radziwiłłów do Nieświeża, gdzie wykonywał bliżej nieokreślone zadania. Stamtąd trafił do radziwiłłowskiego Szydłowca, gdzie Albertowi powierzono prace przy przebudowie zamku, a Kacprowi i Sebastianowi dozór nad robotami przy ratuszu. Sebastian pozostał w Szydłowcu, zaś Kacper otrzymał zamówienie na wykonanie kaplicy Wojciecha Padniewskiego w Pilicy. Było to w roku 1601, rok po śmierci sławnego architekta pochodzącego z Italii, Santi Gucciego. Rok później zamieszkał w Chęcinach, gdzie zajął się przebudową kościoła parafialnego. Górne partie murów postanowił rozebrać, a obniżone o 2,5 metra (5 łokci) wnętrza korpusu świątyni nakrył kolebkowym sklepieniem. Kolejne zamówienie przyjął Kacper Fodyga od Mikołaja Oleśnickiego, który zlecił mu budowę kaplicy grobowej przy opactwie benedyktynów na Świętym Krzyżu (1604 - 1611). W 1614 ukończył budowę kaplicy Trzech Króli, dobudowaną przy prezbiterium kościoła św. Bartłomieja w Chęcinach. Przy ulicy Niemieckiej (obecnie Małogoska) w Chęcinach, w bezpośredniej bliskości kościoła, w pierwszych latach XVII stulecia zbudował swój dom. Schodząc bezpotomnie z tego świata, polecił „aby jego dom przekazano na cele pobożne” – napisał ks. Paulewicz. Jego bratanek, ks. Henryk Fodyga, wypełnił ostatnia wolę stryja i przekazał budynek klaryskom, sprowadzonym tu z Gniezna.

Galeria
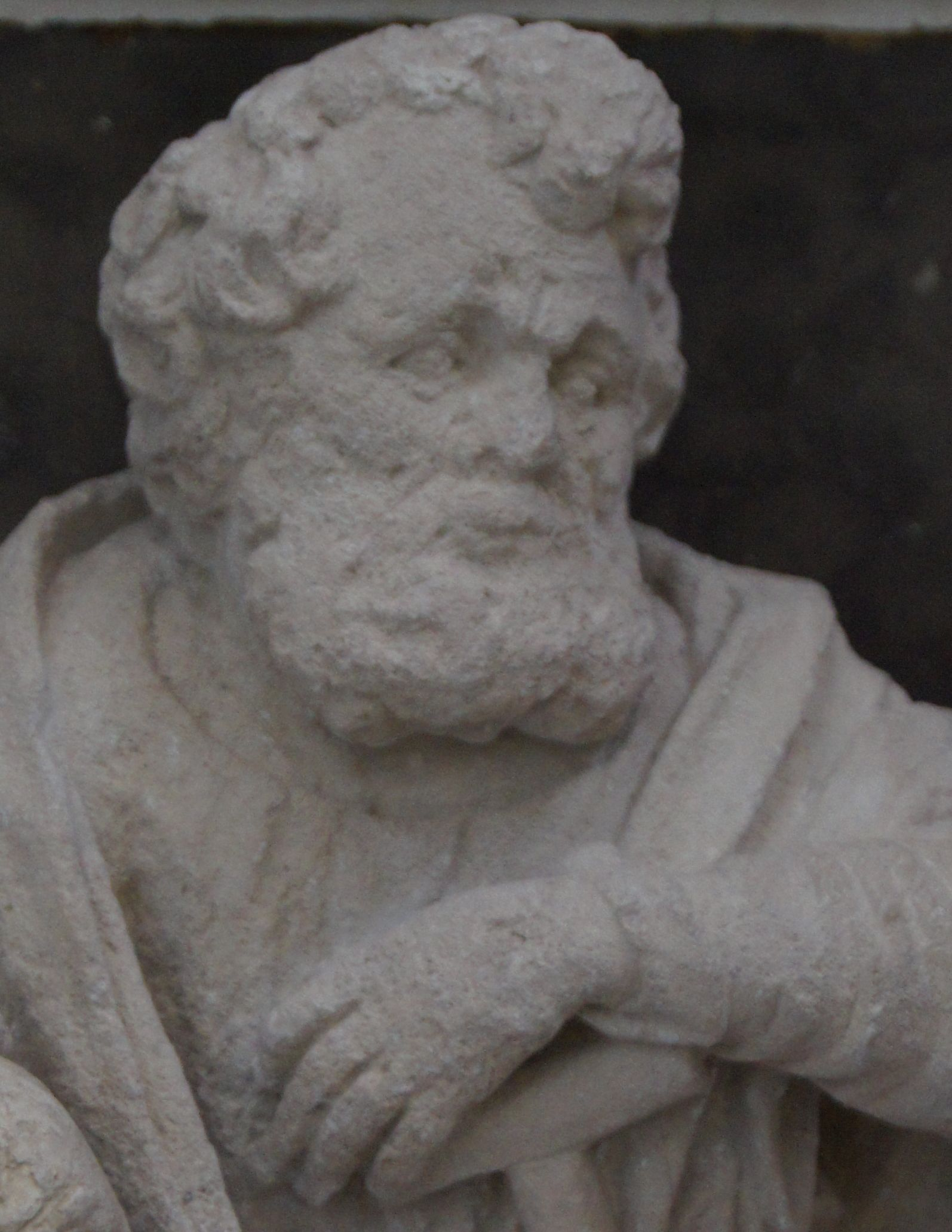
Domniemany autoportret Kacpra Fodygi
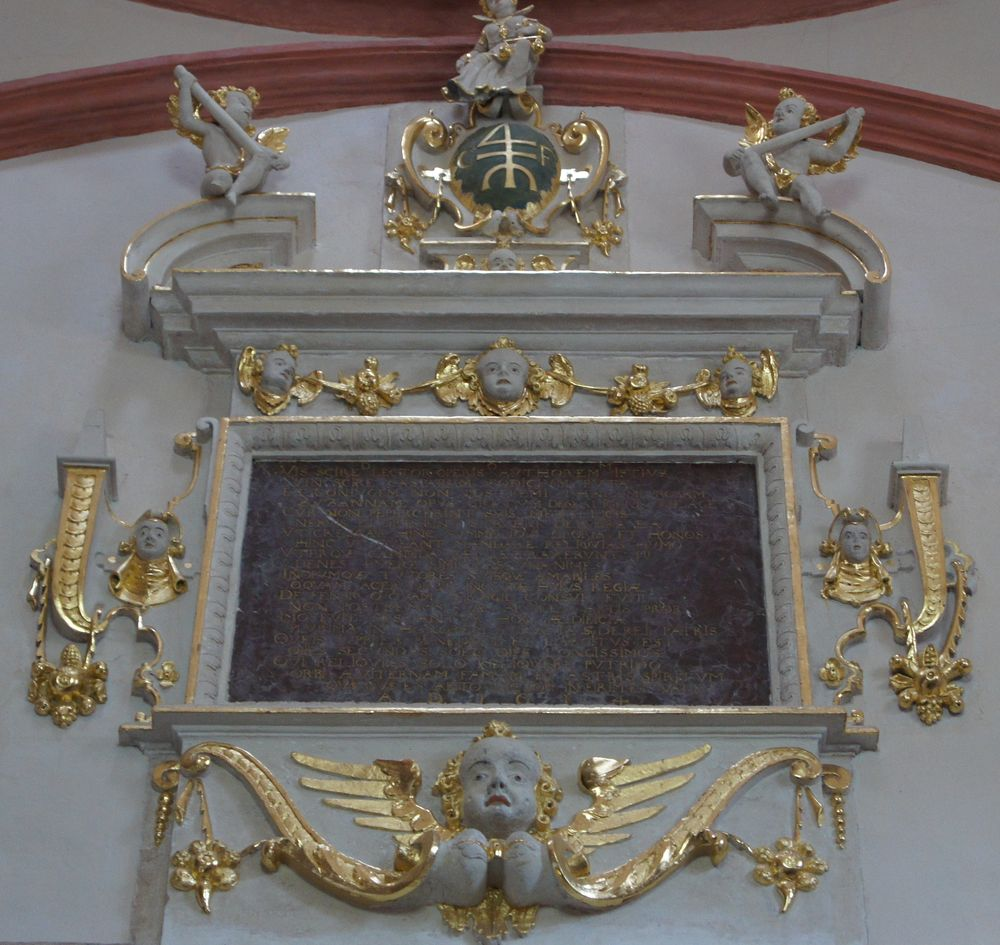
Epitafium Kacpra Fodygi w kaplicy Trzech Króli (Fodygów) w Chęcinach
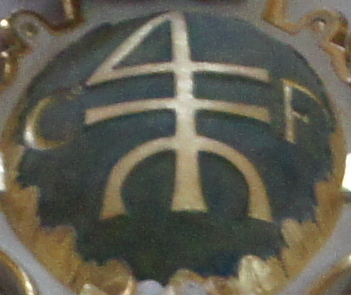
Gmerk Kacpra Fodygi
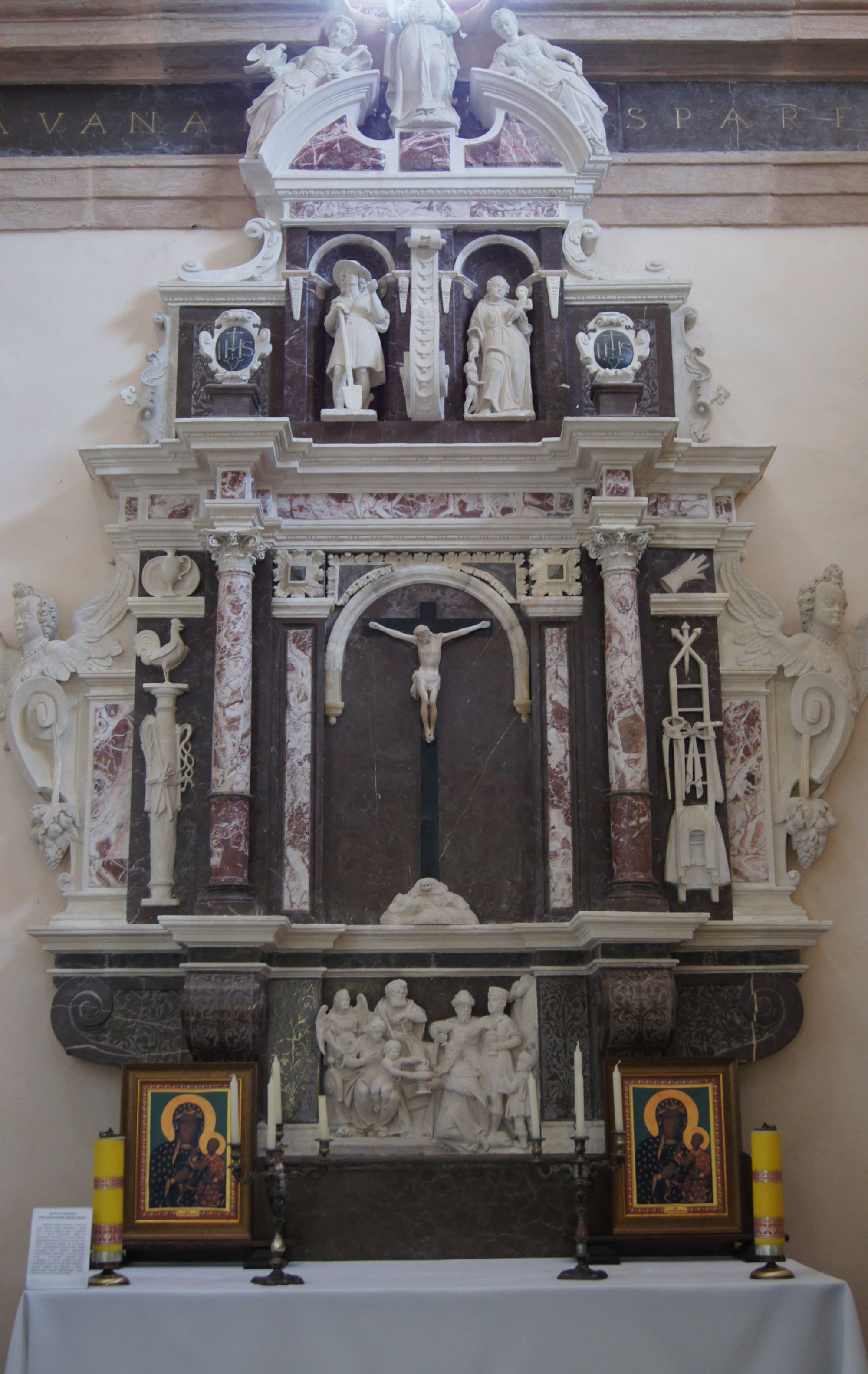
Ołtarz w kaplicy Fodygów w Chęcinach
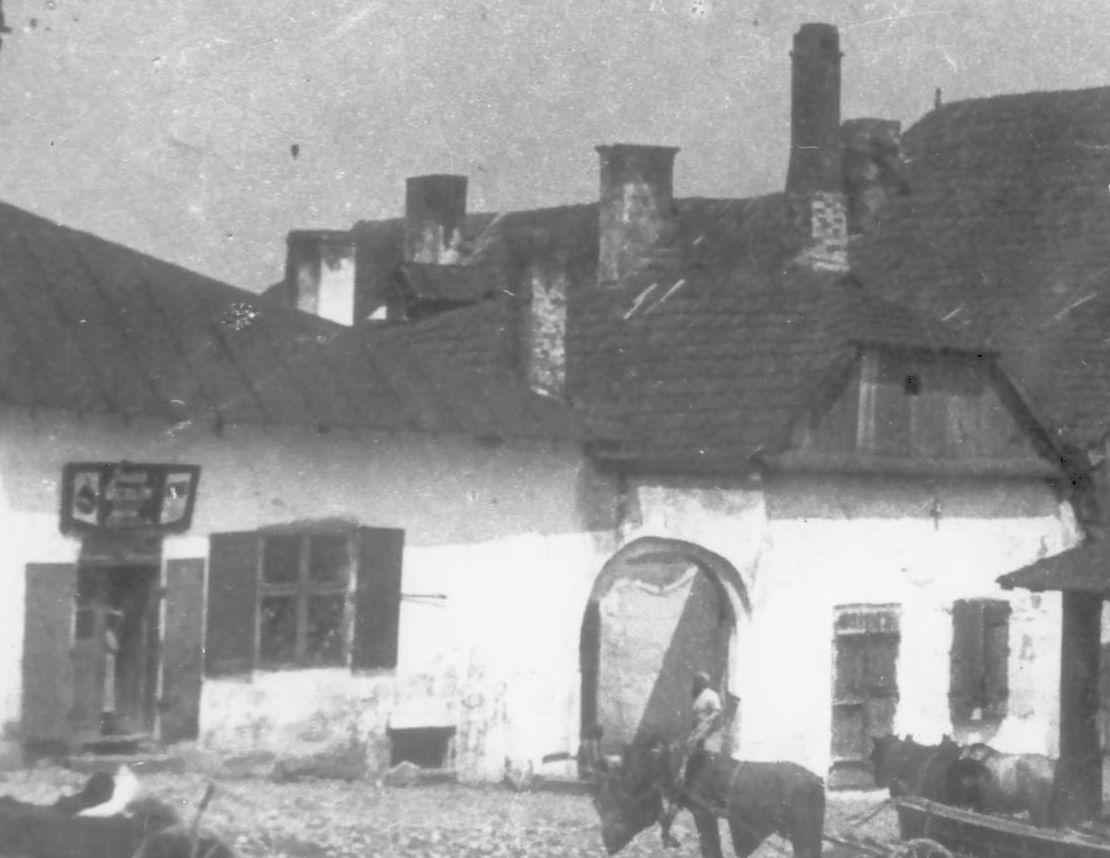
Dom Fodygów w Chęcinach